# Mesosetum exaratum
Mesosetum exaratum är en gräsart som först beskrevs av Carl Bernhard von Trinius, och fick sitt nu gällande namn av Mary Agnes Chase. Mesosetum exaratum ingår i släktet Mesosetum och familjen gräs. Inga underarter finns listade i Catalogue of Life.